# Ozerna, Pohrebîșce
Ozerna (în ucraineană Озерна) este un sat în comuna Snijna din raionul Pohrebîșce, regiunea Vinnița, Ucraina.

## Demografie
Componența lingvistică a localității Ozerna
     Ucraineană (97,78%)
     Rusă (1,11%)
     Română (1,11%)
Conform recensământului din 2001, majoritatea populației localității Ozerna era vorbitoare de ucraineană (97,78%), existând în minoritate și vorbitori de rusă (1,11%) și română (1,11%).